# Forastera de Valentins
Forastera de Valentins és una varietat d'olivera citada a la Sénia i també a Els Valentins, poble que avui dia forma part del municipi d'Ulldecona i d'on podria ser originària, a la comarca del Montsià. La varietat forastera de Valentins està llistada com a varietat catalana d'interès agrari
Les característiques agronòmiques d'aquesta varietat local del Principat no estan encara estudiades, però es creu que el nom forastera de Valentins podria ser un sinònim equivalent per a la varietat d'olivera coneguda com a marons.